# Vlag van Ternaard

Vlag van Ternaard

De vlag van Ternaard is de dorpsvlag van het Nederlandse dorp Ternaard, in de Friese gemeente Noardeast-Fryslân. De vlag werd in 1988 geregistreerd.
De dorpsvlaggen van 28 dorpen in Dongeradeel werden op 28 januari 1988 goedgekeurd door de gemeenteraad van de vroegere gemeente Dongeradeel.

## Beschrijving
De beschrijving van de vlag is als volgt:
Blauw, een witte golvende broekschuinbaan van een derde vlaghoogte, in de broekhoek een gele zespuntige ster.
De kleuren zijn afkomstig van het dorpswapen.

## Symboliek

Schuinbalk: ontleend aan het wapen van Westdongeradeel, de gemeente waar het dorp eertijds tot behoorde.
- Zespuntige ster: dit is een zogenaamde leidster welke een hoofdplaats aangeeft. Zo was Ternaard de hoofdplaats van de gemeente Westdongeradeel.[3]